# 特伦特 (南达科他州)
特伦特（英語：Trent）是美国南达科他州下属的一座城鎮。根据2010年美国人口普查，该鎮有人口231人。论人口在本州排行第170。